# Анна Герасімоу
Анна Герасімоу (грец. Άννα Γερασίμου, нар. 15 жовтня 1987) — колишня грецька тенісистка.
Найвищу одиночну позицію світового рейтингу — 200 місце досягла 9 березня 2009, парну — 201 місце — 7 червня 2010 року.
Здобула 7 одиночних та 3 парні титули туру ITF.
Завершила кар'єру 2010 року.

## Фінали ITF
| турніри $100,000 |
| турніри $75,000  |
| турніри $50,000  |
| турніри $25,000  |
| турніри $10,000  |

### Одиночний розряд: 15 (7–8)
| Результат | Ранг | Дата             | Турнір                      | Покриття | Суперниця               | Рахунок            |
| --------- | ---- | ---------------- | --------------------------- | -------- | ----------------------- | ------------------ |
| Поразка   | 1.   | 27 березня 2005  | ITF Афіни, Греція           | Ґрунт    | Меделіна Гожня          | 1–6, 3–6           |
| Перемога  | 2.   | 21 травня 2006   | ITF Анталія, Туреччина      | Тверде   | Чагла Бююкакчай         | 6–3, 6–2           |
| Поразка   | 3.   | 11 червня 2006   | ITF Хасково, Болгарія       | Ґрунт    | Дія Евтімова            | 4–6, 7–6(7–5), 3–6 |
| Перемога  | 4.   | 24 вересня 2006  | ITF Мітилена, Греція        | Тверде   | Олександра Панова       | 6–4, 6–4           |
| Перемога  | 5.   | 8 жовтня 2006    | ITF Волос, Греція           | Килим    | Патріція Майр-Ахлайтнер | 6–3, 2–6, 6–1      |
| Поразка   | 6.   | 24 лютого 2007   | ITF Мелілья, Іспанія        | Тверде   | Карла Суарес Наварро    | 4–6, 4–6           |
| Перемога  | 7.   | 10 березня 2007  | ITF Рамат-га-Шарон, Ізраїль | Тверде   | Нікола Вайдова          | 6–2, 4–6, 6–4      |
| Перемога  | 8.   | 8 липня 2007     | ITF Мон-де-Марсан, Франція  | Ґрунт    | Олівія Санчес           | 6–3, 2–6, 6–4      |
| Поразка   | 9.   | 22 вересня 2007  | ITF Телаві, Джорджія        | Ґрунт    | Корінна Дентоні         | 2–6, 6–1, 0–6      |
| Поразка   | 10.  | 6 липня 2008     | ITF Мон-де-Марсан, Франція  | Ґрунт    | Анастасія Якімова       | 3–6, 6–1, 4–6      |
| Перемога  | 11.  | 26 липня 2008    | ITF Ла-Корунья, Іспанія     | Тверде   | Неуза Сілва             | 6–2, 6–7(5–7), 6–3 |
| Поразка   | 12.  | 2 листопада 2008 | ITF Стамбул, Туреччина      | Тверде   | Андреа Петкович         | 6–2, 6–2           |
| Перемога  | 13.  | 5 липня 2009     | ITF Мон-де-Марсан, Франція  | Ґрунт    | Селіма Сфар             | 7–5, 6–3           |
| Поразка   | 14.  | 18 жовтня 2009   | ITF Лагос, Нігерія          | Тверде   | Зузана Кучова           | 3–6, 5–7           |
| Поразка   | 15.  | 17 січня 2010    | ITF Пінго, КНР              | Тверде   | Чжоу Імяо               | 3–6, 0–6           |

### Парний розряд: 5 (3–2)
| Результат | Ранг | Дата            | Турнір                                   | Покриття | Партнерка         | Суперниці                                  | Рахунок  |
| --------- | ---- | --------------- | ---------------------------------------- | -------- | ----------------- | ------------------------------------------ | -------- |
| Поразка   | 1.   | 23 лютого 2007  | ITF Мелілья, Іспанія                     | Тверде   | Маріана Мусі      | Мелісса Кабрера-Андт Кароліна Ґаґо Фуентес | 3–6, 4–6 |
| Поразка   | 2.   | 15 березня 2008 | ITF Лас-Пальмас-де-Гран-Канарія, Іспанія | Тверде   | Анна Говкінс      | Марта Марреро Марія Хосе Мартінес Санчес   | 2–6, 6–7 |
| Перемога  | 3.   | 16 жовтня 2009  | ITF Лагос, Нігерія                       | Тверде   | Ніна Братчикова   | Анна Бражнікова Анастасія Мухаметова       | 7–6, 7–6 |
| Перемога  | 4.   | 23 жовтня 2009  | ITF Лагос                                | Тверде   | Ніна Братчикова   | Чен Астрого Керен Шломо                    | 6–4, 7–5 |
| Перемога  | 5.   | 28 березня 2010 | ITF Анталія                              | Ґрунт    | Юлія Бейгельзимер | Міхаела Бузернеску Аленка Губачек          | w/o      |